# 上小田井
上小田井（かみおたい）とは、愛知県名古屋市西区の町名。現行行政地名は上小田井一丁目及び上小田井二丁目と山田町大字上小田井がある。また、この町域から離れた北側の貴生町に所在する上小田井駅を中心に広がる周辺地域を指すこともあるが、その地域に関する説明は同駅記事の駅周辺項に譲り、ここでは扱わない。上小田井一丁目・同二丁目および山田町大字上小田井のいずれも住居表示未実施地域である。地元では「カミオタ」と呼ばれ親しまれている。

## 地理
名古屋市西区北部に位置する。東から北は八筋町・南川町・市場木町、西は中小田井一丁目および同五丁目、南は山田町大字中小田井に接する。南に一丁目・北に二丁目が設定されている。

## 歴史

### 町名の由来
用水を司る意味があるとされる。

### 沿革
- 1889年（明治22年）10月1日 - 西春日井郡上小田井村が設置される[2]。
- 1906年（明治39年）7月16日 - 合併に伴い、西春日井郡山田村大字上小田井となる[2]。
- 1955年（昭和30年）10月1日 - 山田村の名古屋市編入に伴い、同村大字上小田井が同市西区山田町大字上小田井となる[2]。
- 1957年（昭和32年）7月 - 愛知県警察西警察署小田井巡査駐在所（のち派出所）が設置される[3]。
- 1960年（昭和35年）3月8日 - 上小田井土地区画整理組合の設立が認可される[4]。
- 1965年（昭和40年）4月1日 - 小田井派出所が改築される[3]。
- 1967年（昭和42年）9月25日 - 愛知信用金庫山田支店が設置される[5]。
- 1975年（昭和50年）10月15日 - 西区上小田井一丁目が同区山田町大字上小田井字宮屋敷・字五郎庄・字北中屋敷・字西道内・字東道内・字宮越・字大四分市・字墓貫・字由池・字中島の各一部により、上小田井二丁目が山田町大字上小田井字北中屋敷・字西道内・字東道内・字南問屋・字北問屋・字南之川・字中浦の各一部によりそれぞれ成立[6]。また、大字上小田井の一部が、二方町・玉池町・花原町・宝地町・歌里町・大野木一丁目・坂井戸町・市場木町・五才美町・赤城町・中小田井四丁目および同五丁目にそれぞれ編入される[2]。
- 1978年（昭和53年）7月3日 - 東海銀行（現・三菱UFJ銀行）小田井支店が設置される[5]。
- 1980年（昭和55年）2月24日 - 山田町大字中小田井の一部が、上小田井一丁目に編入される[2]。

### 字一覧
| 1882年（明治15年）当時       | 2017年（平成29年）現在   | 備考                                                                   |
| ---------------------------- | ------------------------ | ---------------------------------------------------------------------- |
| 赤池（あかいけ）             | 赤池                     |                                                                        |
| 赤城（あかしろ）             |                          | 1975年花原町・赤城町・宝地町・歌里町・五才美町に編入                   |
| 安場（あんば）               |                          | 1975年八筋町・貴生町に編入                                             |
| 池田（いけだ）               |                          | 1975年赤城町・歌里町に編入                                             |
| 市場ノ木（いちばのき）       |                          | 1975年市場木町・坂井戸町・大野木一丁目に編入                           |
| 川瀬先（かはせさき）         | 川瀬先                   |                                                                        |
| 北一丁地（きたいつてうじ）   |                          | 1975年八筋町・二方町・赤城町に編入                                     |
| 北問屋（きたとひや）         |                          | 1975年上小田井二丁目・八筋町・貴生町・山田町大字上小田井字南問屋に編入 |
| 北中島（きたなかじま）       |                          | 1975年五才美町・市場木町に編入                                         |
| 北中屋敷（きたなかやしき）   |                          | 1975年上小田井一丁目・上小田井二丁目に編入                             |
| 北ノ川（きたのかは）         |                          | 1975年南川町に編入                                                     |
| 北大津場（きたをほつば）     |                          | 1975年南川町・八筋町・赤城町・五才美町に編入                           |
| 五才美（ごさいみ）           |                          | 1975年赤城町・五才美町・市場木町に編入                                 |
| 五町（ごちやう）             |                          | 1975年歌里町・五才美町・市場木町・坂井戸町・大野木一丁目に編入         |
| 五郎庄（ごろうしやう）       | 五郎庄                   | 1975年上小田井一丁目に編入                                             |
| 坂井戸（さかいど）           | 坂井戸                   | 1975年坂井戸町・大野木一丁目に編入                                     |
| 三升田（さんじやうた）       |                          | 1975年八筋町・二方町に編入                                             |
| 敷地（しきち）               | 敷地（しきち）           |                                                                        |
| 高道（たかみち）             |                          | 1975年南川町・五才美町・市場木町に編入                                 |
| 天王下（てんなうした）       | 天王下                   |                                                                        |
| 飛越（とびこし）             |                          | 1975年南川町に編入                                                     |
| 中浦（なかうら）             |                          | 1975年上小田井一丁目・上小田井二丁目に編入                             |
| 中島（なかしま）             | 中島                     | 1975年上小田井一丁目・市場木町・坂井戸町に編入                         |
| 西道内（にしどうない）       |                          | 1975年上小田井一丁目・上小田井二丁目に編入                             |
| 西半野（にしはんの）         | 西半野                   | 1975年二方町に編入                                                     |
| 西古川（にしふるかは）       | 西古川                   |                                                                        |
| 二丁方（にてうがた）         | 二丁方                   | 1975年二方町に編入                                                     |
| 野方（のかた）               | 野方                     |                                                                        |
| 墓貫（はかぬき）             | 墓貫                     | 1975年上小田井一丁目・南川町・市場木町に編入                           |
| 東道内（ひかしどうない）     |                          | 1975年上小田井一丁目・上小田井二丁目に編入                             |
| 東半野（ひかしはんの）       | 東半野                   | 1975年二方町に編入                                                     |
| 東古川（ひがしふるかは）     | 東古川（ひがしふるかわ） |                                                                        |
| 平塚（ひらつか）             |                          | 1975年二方町に編入                                                     |
| 文衛前（ふんねまえ）         | 文衛前                   |                                                                        |
| 水方（みずかた）             | 水方                     |                                                                        |
| 道間（みちあい）             |                          | 1975年八筋町・二方町に編入                                             |
| 南一丁地（みなみいつてうぢ） |                          | 1975年八筋町・二方町・赤城町に編入                                     |
| 南問屋（みなみとひや）       |                          | 1975年上小田井二丁目・八筋町に編入                                     |
| 南ノ川（みなみのかは）       |                          | 1975年上小田井二丁目・南川町・八筋町に編入                             |
| 南大津場（みなみをほつば）   |                          | 1975年南川町・八筋町・五才美町に編入                                   |
| 宮ノ越（みやのこし）         |                          | 1975年上小田井一丁目・南川町に編入                                     |
| 宮前（みやまえ）             | 宮前                     |                                                                        |
| 宮屋敷（みややしき）         | 宮屋敷                   | 1975年上小田井一丁目に編入                                             |
| 八筋（やすじ）               |                          | 1975年八筋町・二方町に編入                                             |
| 由池（よしいけ）             | 由池                     | 1975年上小田井一丁目・市場木町に編入                                   |
| 大四分市（をほしぶいち）     | 大四分市                 | 1975年上小田井一丁目に編入                                             |
| 大割（をほわり）             | 大割                     |                                                                        |

## 世帯数と人口
2019年（平成31年）2月1日現在の世帯数と人口は以下の通りである。
| 丁目           | 世帯数    | 人口    |
| -------------- | --------- | ------- |
| 上小田井一丁目 | 821世帯   | 1,789人 |
| 上小田井二丁目 | 729世帯   | 1,533人 |
| 計             | 1,550世帯 | 3,322人 |

### 人口の変遷
国勢調査による人口の推移
| 2000年（平成12年） | 3,151人 | [ WEB 6 ] |  |
| 2005年（平成17年） | 3,327人 | [ WEB 7 ] |  |
| 2010年（平成22年） | 3,269人 | [ WEB 8 ] |  |
| 2015年（平成27年） | 3,321人 | [ WEB 9 ] |  |

## 学区
市立小・中学校に通う場合、学校等は以下の通りとなる。また、公立高等学校に通う場合の学区は以下の通りとなる。
| 番・番地等 | 小学校               | 中学校               | 高等学校 |
| ---------- | -------------------- | -------------------- | -------- |
| 全域       | 名古屋市立山田小学校 | 名古屋市立山田中学校 | 尾張学区 |

## 交通
- 愛知県道63号名古屋江南線（名草線）[1]

## 施設

### 上小田井一丁目
- 中浦公園[1]
- 上小田井公民館[1]
- 星神社[1]
- 諏訪社[1]
- 臨済宗妙心寺派法源寺[1]
- 真宗大谷派長善寺[1]
- 真言宗豊山派大聖院[1]

### 上小田井二丁目
- 南問屋公園[1]
- 三菱UFJ銀行小田井支店[1]
- 愛知信用金庫山田支店[1]
- 愛知県警察西警察署小田井交番[1]

### 大字上小田井
- 庄内緑地[8]（小田井遊水地）
- 名古屋市営地下鉄鶴舞線庄内緑地公園駅[8]
- CBC自動車学校
- 中京自動車学校

## その他

### 日本郵便
- 郵便番号 : 452-0821[WEB 3]（集配局：名古屋西郵便局[WEB 12]）。

### WEB
1. 1 2  “愛知県名古屋市の町丁・字一覧”.   人口統計ラボ. 2017年4月8日閲覧。
2. 1 2  “町・丁目(大字)別、年齢(10歳階級)別公簿人口(全市・区別)”.   名古屋市 (2019年2月20日). 2019年3月10日閲覧。
3. 1 2  “郵便番号”.  日本郵便. 2019年3月10日閲覧。
4. ↑  “市外局番の一覧”.   総務省. 2019年1月6日閲覧。
5. ↑  名古屋市役所市民経済局地域振興部住民課町名表示係 (2015年10月21日). “西区の町名一覧”.   名古屋市. 2017年8月7日閲覧。
6. ↑  名古屋市役所総務局企画部統計課統計係 (2005年7月1日). “（刊行物）名古屋の町(大字)・丁目別人口 (平成12年国勢調査) 西区” (xls). 2017年10月8日閲覧。
7. ↑  名古屋市役所総務局企画部統計課統計係 (2007年6月29日). “平成17年国勢調査　名古屋の町(大字)別・年齢別人口 西区” (xls). 2017年10月8日閲覧。
8. ↑  名古屋市役所総務局企画部統計課統計係 (2012年6月29日). “平成22年国勢調査　名古屋の町(大字)別・年齢別人口 西区” (xls). 2017年10月8日閲覧。
9. ↑  名古屋市役所総務局企画部統計課統計係 (2017年7月7日). “平成27年国勢調査　名古屋の町(大字)別・年齢別人口” (xls). 2017年10月8日閲覧。
10. ↑  “市立小・中学校の通学区域一覧”.   名古屋市 (2018年11月10日). 2019年1月14日閲覧。
11. ↑  “平成29年度以降の愛知県公立高等学校（全日制課程）入学者選抜における通学区域並びに群及びグループ分け案について”.   愛知県教育委員会 (2015年2月16日). 2019年1月14日閲覧。
12. ↑  郵便番号簿 平成29年度版 - 日本郵便. 2019年03月10日閲覧 (PDF)

### 文献
1. 1 2 3 4 5 6 7 8 9 10 11 12 13 14  「角川日本地名大辞典」編纂委員会 1989, p. 1505.
2. 1 2 3 4 5 6  名古屋市計画局 1992, p. 765.
3. 1 2  山田地区名古屋市合併30周年記念事業実行委員会記念誌部会 1985, p. 256.
4. ↑  名古屋市土地区画整理組合等一覧 - 公益財団法人名古屋まちづくり公社. 2020年9月12日閲覧.
5. 1 2  山田地区名古屋市合併30周年記念事業実行委員会記念誌部会 1985, p. 273.
6. ↑  愛知県公報 昭和50年10月8日 第6793号別冊 愛知県告示第847号
7. 1 2 3 4 5 6 7 8 9 10 11 12 13 14 15 16 17 18 19 20 21 22 23 24 25 26 27 28 29 30 31 32 33 34 35 36  愛知県公報 昭和50年10月8日 第6793号別冊 愛知県告示第847号
8. 1 2  「角川日本地名大辞典」編纂委員会 1989, p. 1510.